# Ljubodrag
Ljubodrag (macedónul: Љубодраг, szerbül Љубодраг) település Észak-Macedóniában, a Északkeleti körzetben, Kumanovo községben.

## Népesség
| Lakosok száma | 413  | 423  | 482  | 531  | 641  | 698  | 677  | 686  | 718  |
|               | 1948 | 1953 | 1961 | 1971 | 1981 | 1991 | 1994 | 2002 | 2021 |

- 1994-ben 677 lakosa volt, akik közül 396 macedón (58,5%), 275 szerb (40,6%) és 6 egyéb.
- 2002-ben 686 lakosa volt, akik közül 440 macedón (64,1%), 243 szerb (35,4%) és 3 egyéb.